# Jonathan Josefsson
Jonathan ”Ollio” Josefsson, född 1978 är konstnär verksam i Göteborg. Han började under mitten av 1990-talet som graffitimålare i Göteborg under sitt alias Ollio. Senare utbildade han sig på HDK där han tog en MFA i textil konst och bland annat började skapa tuftade mattor men fortsätter även att skapa i akryl, tusch och sprayfärg. Idag har han ateljé på Konstepidemin i Göteborg. Hans uttryck är grafiskt, färgstarkt och mönsterbaserat. Han har skapat stora offentliga muralmålningar i flera svenska städer.
Ollio har bland annat ställt ut på Eskilstuna konsthall, Luleå konsthall, Röhsska Museet, Göteborgs Konsthall, Kungsbacka konsthall, Svenska institutet i Paris, Galerie Neurotitan i Berlin och Galerie Richter & Masset i Munchen.

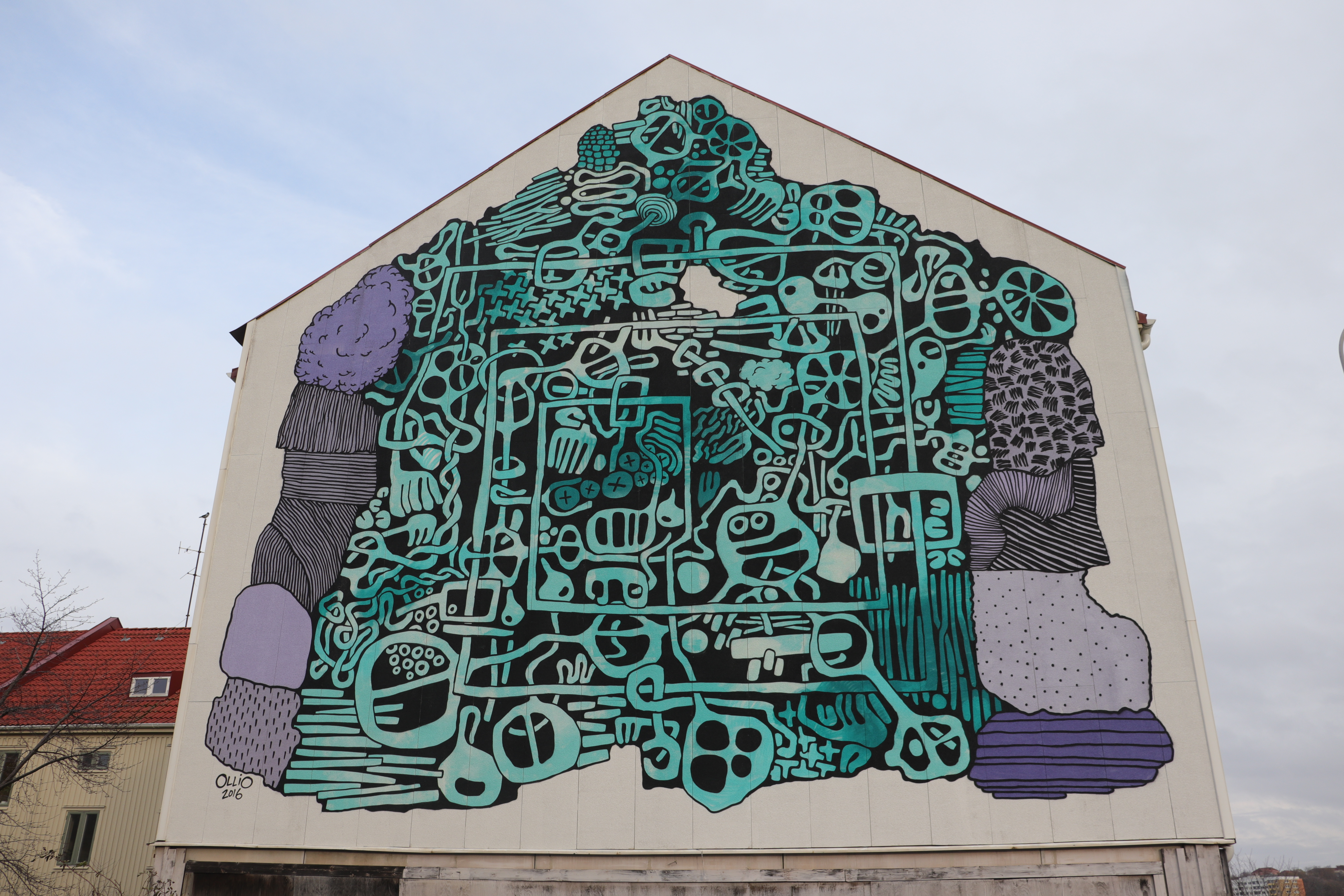
Muralmålning i Majorna, Göteborg, skapad 2016.
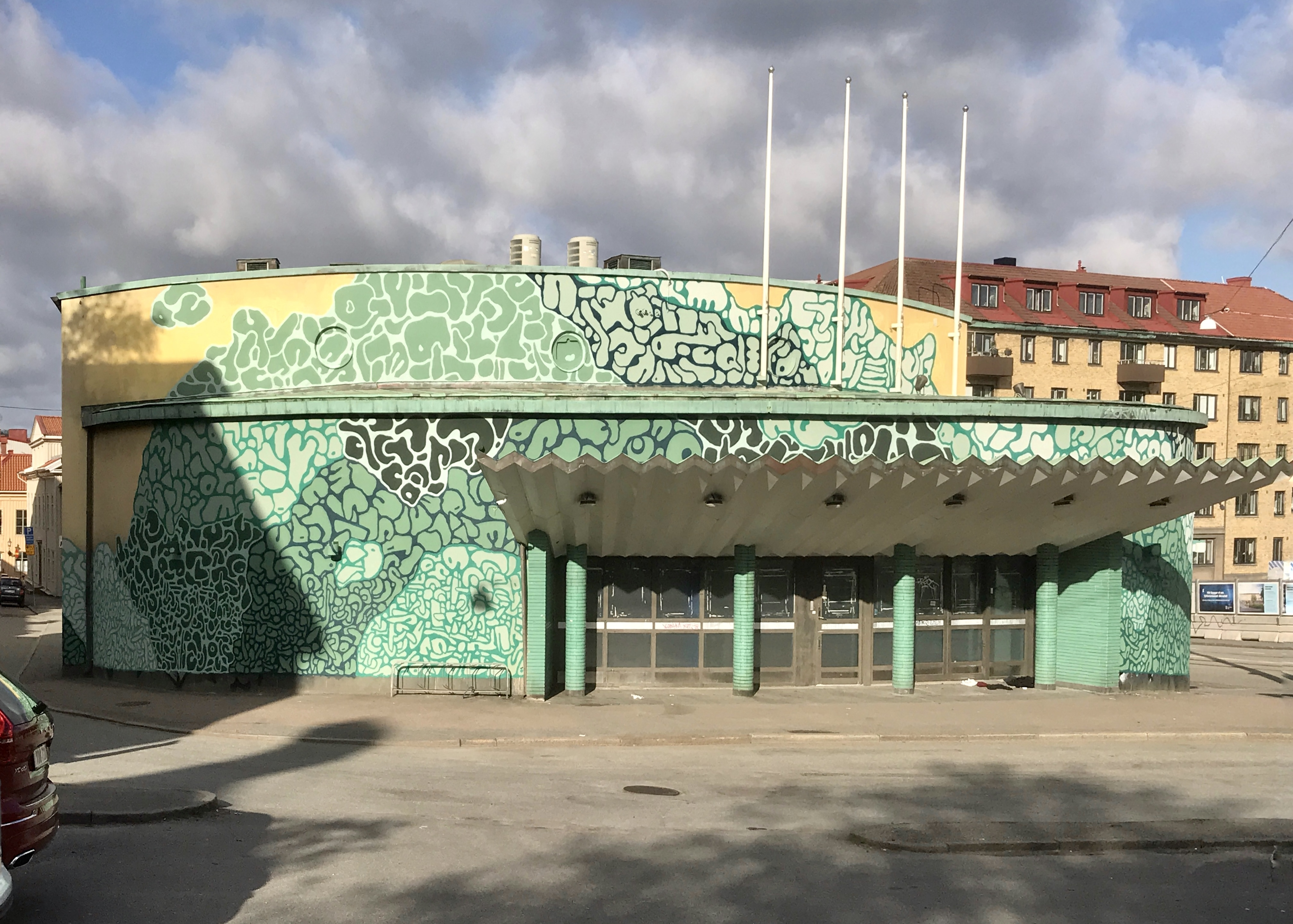
Den före detta biografen Kaparen på Stigbergstorget i Göteborg, målad av Ollio, 19 maj 2021.